# Emdenimyia xanthophorina
Emdenimyia xanthophorina är en tvåvingeart som beskrevs av Carroll William Dodge 1967. Emdenimyia xanthophorina ingår i släktet Emdenimyia och familjen köttflugor.
Artens utbredningsområde är Venezuela. Inga underarter finns listade i Catalogue of Life.